# William Raworth Cooper
William Raworth Cooper (* 20. Februar 1793 bei Bridgeport, Gloucester County, New Jersey; † 22. September 1856 ebenda) war ein US-amerikanischer Politiker. Zwischen 1839 und 1841 vertrat er den Bundesstaat New Jersey im US-Repräsentantenhaus.

## Werdegang
William Cooper besuchte die öffentlichen Schulen seiner Heimat und arbeitete danach in der Landwirtschaft. Er wurde Mitglied der Demokratischen Partei. In der Folge wurde er in die New Jersey General Assembly gewählt.
Bei den Kongresswahlen des Jahres 1838 wurde Cooper für den zweiten Sitz von New Jersey in das US-Repräsentantenhaus in Washington, D.C. gewählt, wo er am 4. März 1839 die Nachfolge von John Bancker Aycrigg antrat. Bis zum 3. März 1841 konnte er eine Legislaturperiode im Kongress absolvieren. Nach dem Ende seiner Zeit im US-Repräsentantenhaus zog sich Cooper wieder aus der Politik zurück. Er betätigte sich in den folgenden Jahren wiederum in der Landwirtschaft und starb am 22. September 1856 nahe seinem Heimatort Bridgeport.